# Wyeomyia albosquamata
Wyeomyia albosquamata är en tvåvingeart som beskrevs av Bonne-wepster och Cornelis Bonne 1919. Wyeomyia albosquamata ingår i släktet Wyeomyia och familjen stickmyggor. Inga underarter finns listade i Catalogue of Life.